# روبرت ديفيدسون (أستاذ جامعي)
روبرت ديفيدسون (بالإنجليزية: Robert Davidson) هو كاهن أمريكي، ولد في 1750، وتوفي في 1812.